# Клоакінг
Клоакінг (від англ. cloak — мантія, маска, прикриття) — прийом «чорної» пошукової оптимізації, полягає в тому, що інформація, яка видається різним користувачам і пошуковим роботам на одній і тій же сторінці, суттєво розрізняється.

## Опис
Добре оформлені, зручні для відвідувачів сайту сторінки можуть програвати у видачі за пошуковими запитами (хоча бувають винятки), а оптимізовані сторінки, навмисно насичені ключовими словами, можуть бути незручні для користувачів. Створити сторінку, яку і відвідувачі, і роботи оцінюють як інформативну, достатньо складно, у тому числі й тому, що власник сайту, що обирає матеріали для наповнення сторінки і її оформлення, може не мати достатніх знань щодо пошукової оптимізації.
З цих причин був створений метод клоакінгу, для реалізації якого створюються два варіанти сторінки: один для пошукових роботів, інший — для відвідувачів. Користувацьку сторінку оформлюють довільним чином, без будь-яких обмежень, пов'язаних з пошуковою оптимізацією. Сторінка, призначена для роботів, наповнюється й оформлюється відповідно до вимог оптимізації, для чого потрібно мати знання про пошукові системи. Для розрізнення роботів та відвідувачів можуть перевірятися їх IP-адреси або User Agent.
Клоакінг нагадує використання дорвеїв, але має перед ним деякі переваги. По-перше, не потрібно організовувати автоматичне перенаправлення або примушувати користувача вручну переходити до потрібної сторінки (цей прийом незручний для користувачів і занадто легко вираховується пошуковими системами). По-друге, конкуренти не зможуть побачити оптимізовану сторінку і використовувати застосований на ній код у своїх розробках, оскільки для цього їм знадобилася б IP-адреса, що збігається з адресою якогось павука, що неможливо (хоча є можливість подивитись кеш пошукової системи).
З іншого боку, клоакінг — більш трудомісткий прийом, ніж створення дорвеїв, оскільки для його застосування потрібні не тільки навички програмування і знання методів оптимізації, але і бази даних з IP-адресами та іменами пошукових роботів.
Більшість пошукових систем (наприклад: Google) борються з клоакінгом як з нечесним прийомом «розкрутки» сайтів і застосовують до сайтів-порушників штрафні санкції (див. песимізація). В той же час деякі пошукові служби як Яндекс, від 2017 року заборонений в Україні, під маркою «турботи про споживачів» пропонують "протилежні варіанти правди" для різних категорій клієнтів, а крім того «зливають» дані про клієнтів спецслужбам країни-агресора. 

## Приклад клоакінгу
Після анексії Криму 2014 року російська компанія Яндекс на картографічному сервісі Яндекс.Карти стала відображати Крим як частину Росії для російських відвідувачів. Водночас Яндекс продовжив показувати належність Криму до України для українських користувачів.
Компанія пояснила свої дії таким чином: «Ми працюємо для своїх користувачів із різних країн і відображаємо для них ту дійсність, яка їх оточує».